# Schneeberg (Südtirol)

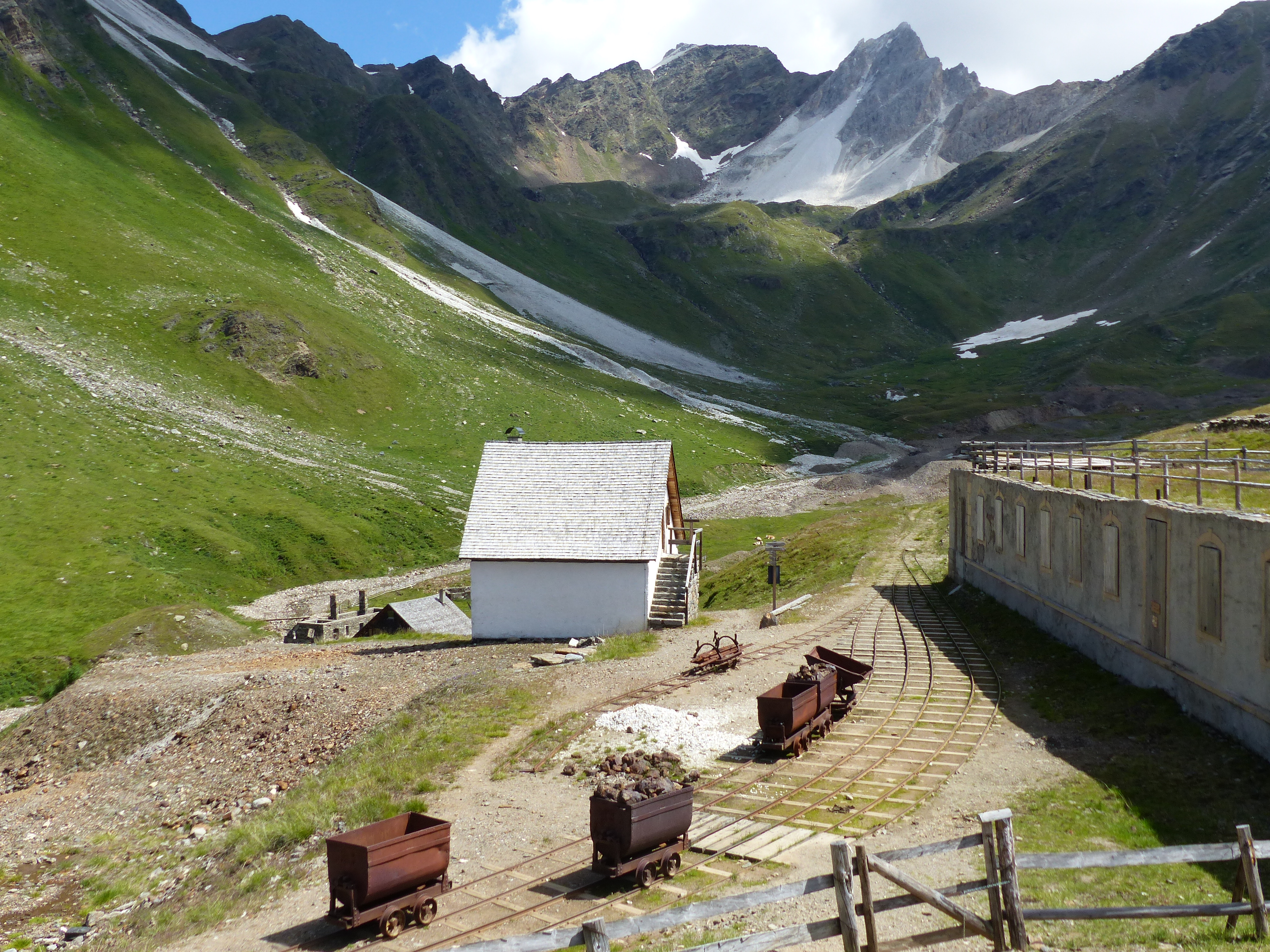
Erz-Loren bei der ehemaligen Knappensiedlung St. Martin

Der Schneeberg ist ein Bergbaugebiet auf dem Gebiet der Gemeinden Moos in Passeier und Ratschings in Südtirol.
Am Schneeberg befinden sich eines der ehemals höchstgelegenen Bergwerke  Europas (2000 bis 2500 m), das vom Mittelalter bis 1985 betrieben wurde, sowie die einst höchste, ganzjährig bewohnte Dauersiedlung Europas. Im Komplex wurde ein Teil des Südtiroler Bergbaumuseums eingerichtet.

## Lage

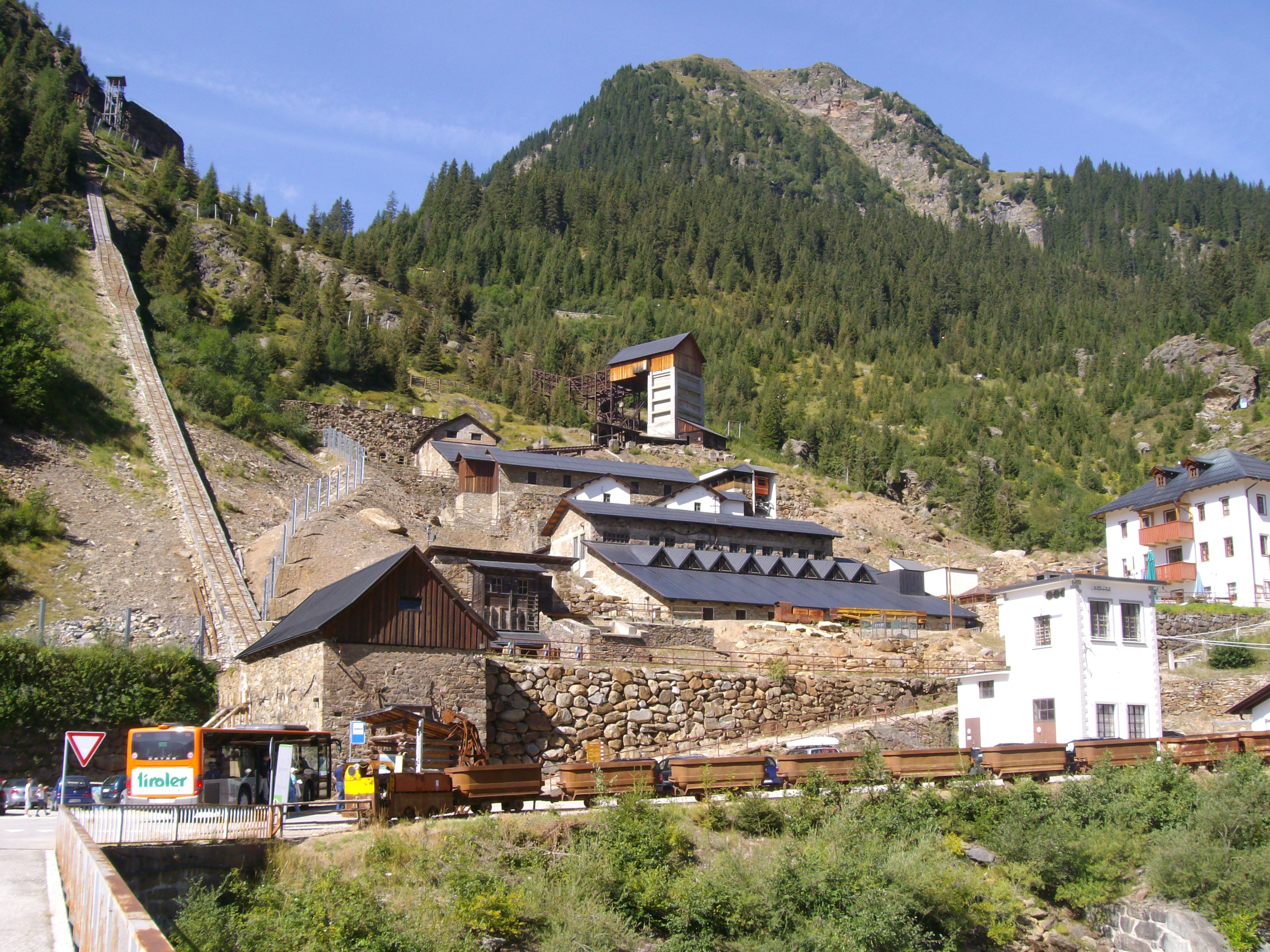
Bergbaumuseum in Maiern mit dem Maierner Bremsberg

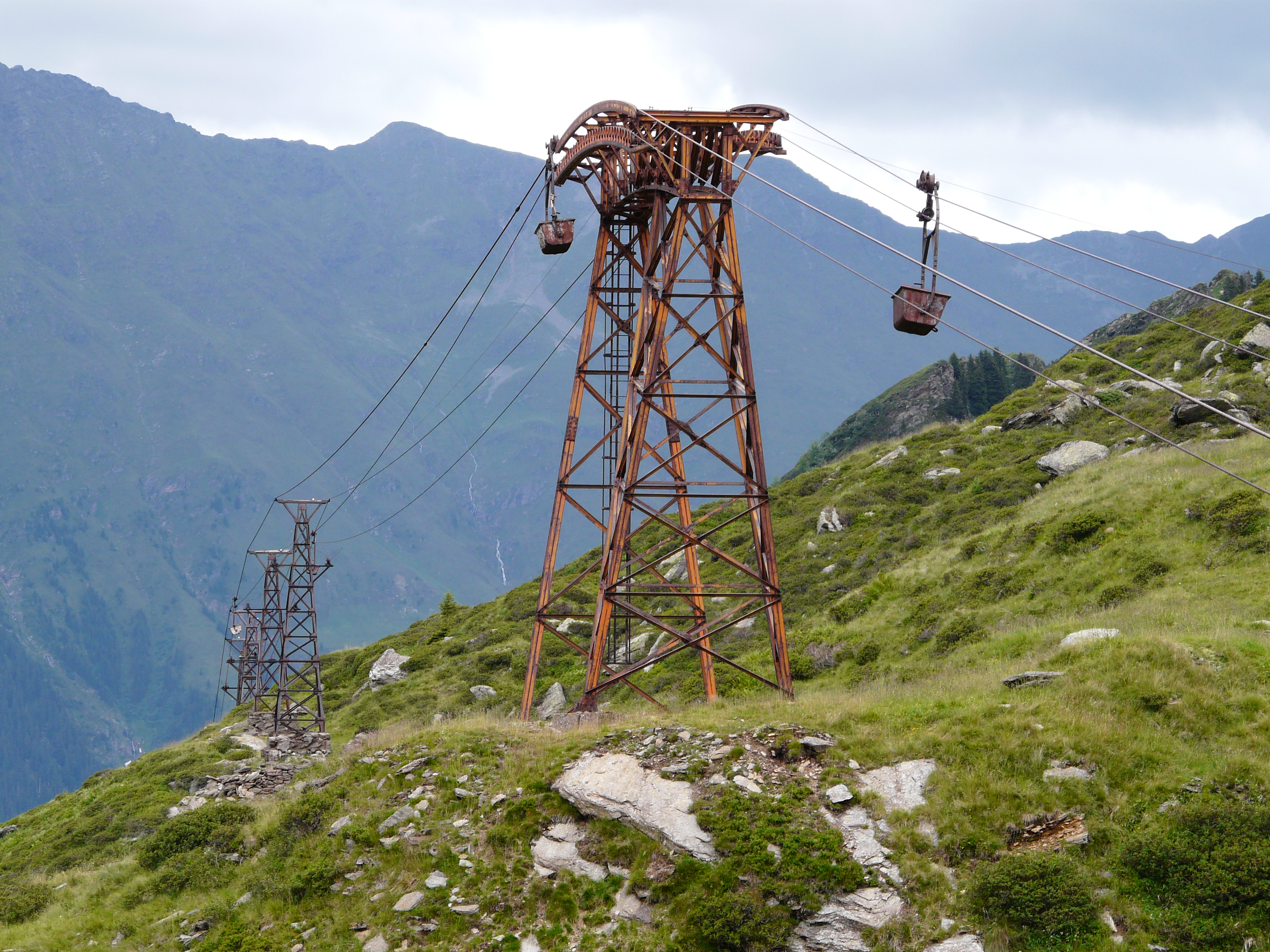
Ehemalige Materialseilbahn zum Erztransport im Lazzacher Tal

Das Areal des Bergwerkes verteilt sich auf mehrere Standorte. Während die eigentliche Lagerstätte und das Abbaugebiet sowie die historische Knappensiedlung bei St. Martin am Schneeberg im Hinterpasseier auf rund 2354 m Höhe liegen, befinden sich die Aufbereitungs- und Transportanlagen, Direktionsgebäude und eine neuzeitliche Knappensiedlung am Ende des Ridnauntals bei der Ortschaft Maiern. Dort ist heute der Hauptteil des Bergbaumuseums untergebracht. Der zugehörige Schaustollen ist kein Teil des ehemaligen Bergwerkes, sondern wurde zu Demonstrationszwecken später vorgetrieben.
Von dort aus führen entlang des Lazzacher Tales eine Material- und eine separate Personenseilbahn in den Bereich des Poschhauses, einer ursprünglich zur Verpflegung der Knappen errichteten und mittlerweile verfallenen Almhütte. Die Materialseilbahn ersetzte eine frühere Transportanlage aus Bremsbergen und Pferdebahnstrecken, deren Ruinen heute noch besichtigt werden können. Beide Seilbahnen sind seit Betriebsauflösung stillgelegt.
Über die Schneebergscharte (Kaindljoch), im Rahmen einer Führung durch den Poschhausstollen oder durch einen Aufstieg von der Timmelsjochstraße, lässt sich die ehemalige Knappensiedlung St. Martin erreichen. Ehemals führte unterhalb des Joches ein weiterer Stollen, der Kaindlstollen, durch den Berg. Dieser ist heute verbrochen, doch wird über eine neuerliche Öffnung diskutiert. Mehrere Gebäude der Siedlung sind erhalten, darunter das ehemalige Verwaltungsgebäude, das heute als Schneeberghütte bewirtschaftet wird. Der eigentliche Abbaubereich befindet sich ausschließlich auf der Passeirer Seite des Schneeberges in der Umgebung der ehemaligen Siedlung.
Unterhalb von St. Martin befindet sich in Seemoos ein letzter Teil des Bergwerkes. Von dort aus führt ein Weg zur Timmelsjochstraße.

## Erze und Abbautechnik
Am Schneeberg wurden nacheinander Silber, silberhaltige Bleierze, Kupfererze und schließlich Zinkblende abgebaut.
Deren Abbau erfolgte über lange Zeit hinweg mit Schlägel und Eisen, erst ab 1680 wird Schwarzpulver für den Stollenvortrieb eingesetzt. Ab 1920 wird dieses durch Dynamit ersetzt.
1927 werden bereits 11 Luftdruckhämmer eingesetzt, der Abbau wird in der Folgezeit immer weiter mechanisiert. Dennoch wird der letzte Grubenmuli erst 1960 aus dem Dienst entlassen.

## Geschichte
Die erste urkundliche Erwähnung von Schneeberger Silber («bonum argentum de Sneberch») als Tauschmittel findet sich in einem Rechtsakt, den der Bozener Notar Jakob Haas im Jahr 1237 ausfertigte. Jedoch wurden auf dem Areal Höhlen – sogenannte Kupferlöcher – gefunden, die auf Bergbautätigkeit bereits in prähistorischer Zeit schließen lassen. Die Fundstelle des Gletschermannes Ötzi, der Gegenstände aus Kupfer mit sich führte, liegt dabei lediglich etwa 25 km Luftlinie entfernt.
Bereits um 1360 scheint das durch Auswaschung oberflächlich erreichbare Silber abgebaut gewesen zu sein, so dass in der Folge die Bergbautätigkeit vorübergehend nachließ. Im 14. Jahrhundert wurde das Bergwerk dem neugegründeten Berggericht Sterzing-Gossensaß unterstellt. 1486 erreichte die Bevölkerungszahl in der abgelegenen Bergwerkssiedlung St. Martin mit rund 1000 Knappen ihr Maximum. Verschiedene Bürgerfamilien hielten Anteile an den Gruben. Noch heute zeugen Erzstufen an Sterzinger Bürgerhäusern vom Reichtum verschiedener Familien. 1524 stiegen die Fugger am Schneeberg ein und vergrößerten ihre Anteile mehrmals.
Schon ab 1580 versuchten die Fugger jedoch, ihren Teil wegen sich abzeichnender Unrentabilität wieder abzustoßen. In der Folge sank die Beschäftigtenzahl immer weiter. Nach dem Rückzug privater Investoren lagen spätestens 1772 alle Anteile in der Hand der Tiroler Landesherren. 1798 wurde der Bergbaubetrieb am Schneeberg offiziell eingestellt, doch betrieben einige wenige Knappen Eigenlehnerbergbau.
1809 versteckte sich der Tiroler Freiheitskämpfer Andreas Hofer nach der zweiten Schlacht am Bergisel am Schneeberg.

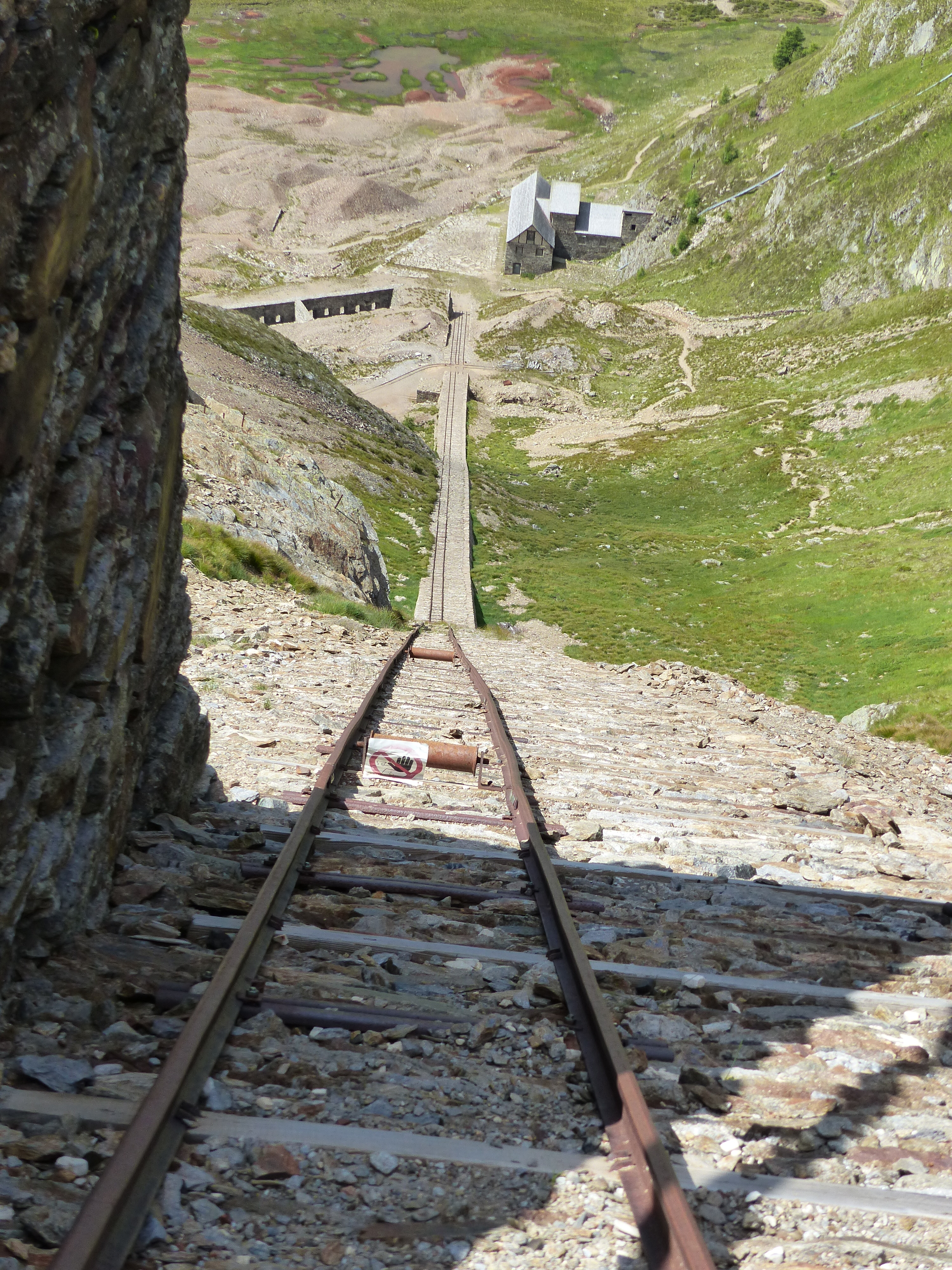
Seemoos-Wassertonnenaufzug

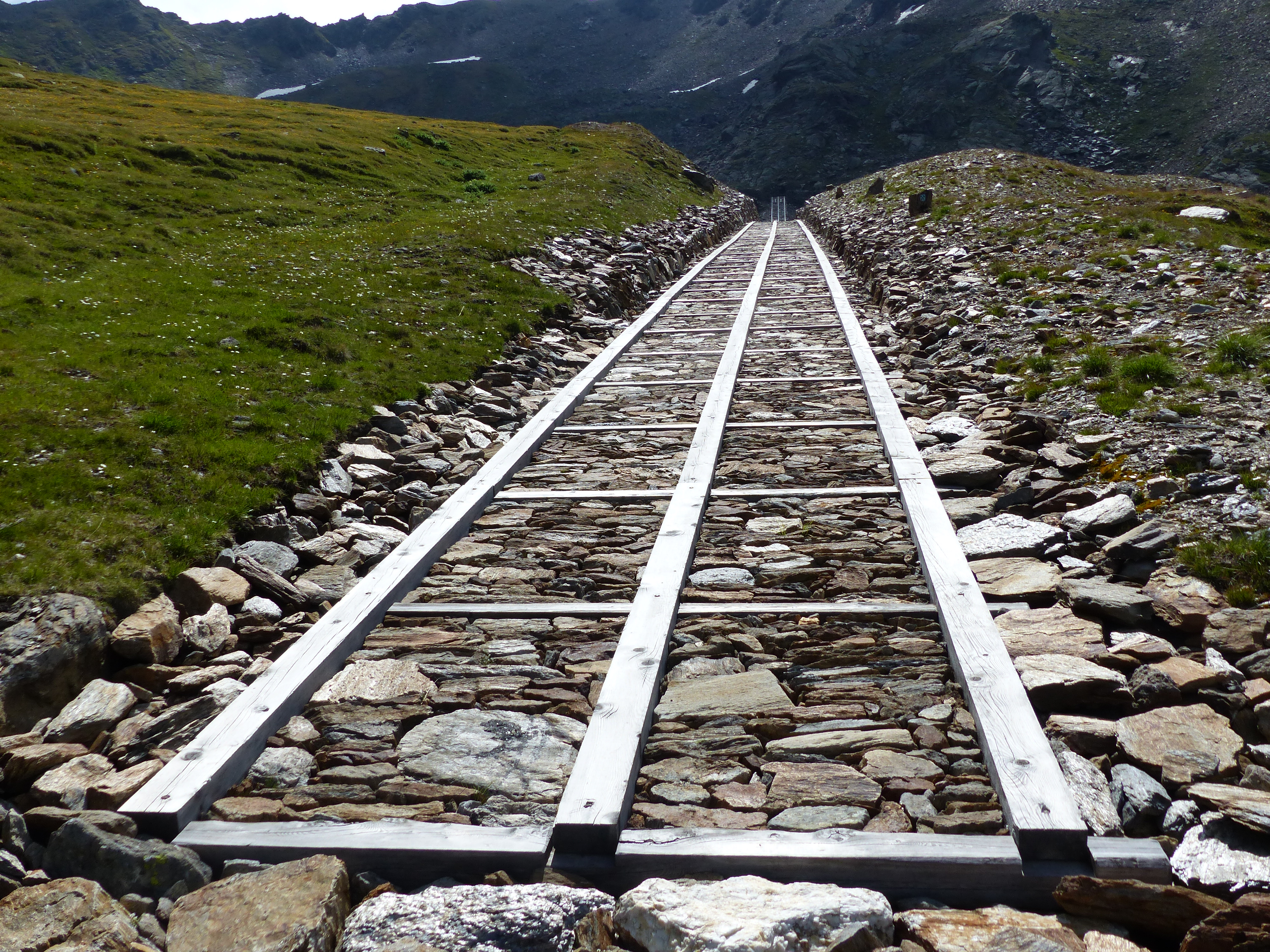
14-Nothelfer-Wassertonnen-Aufzug

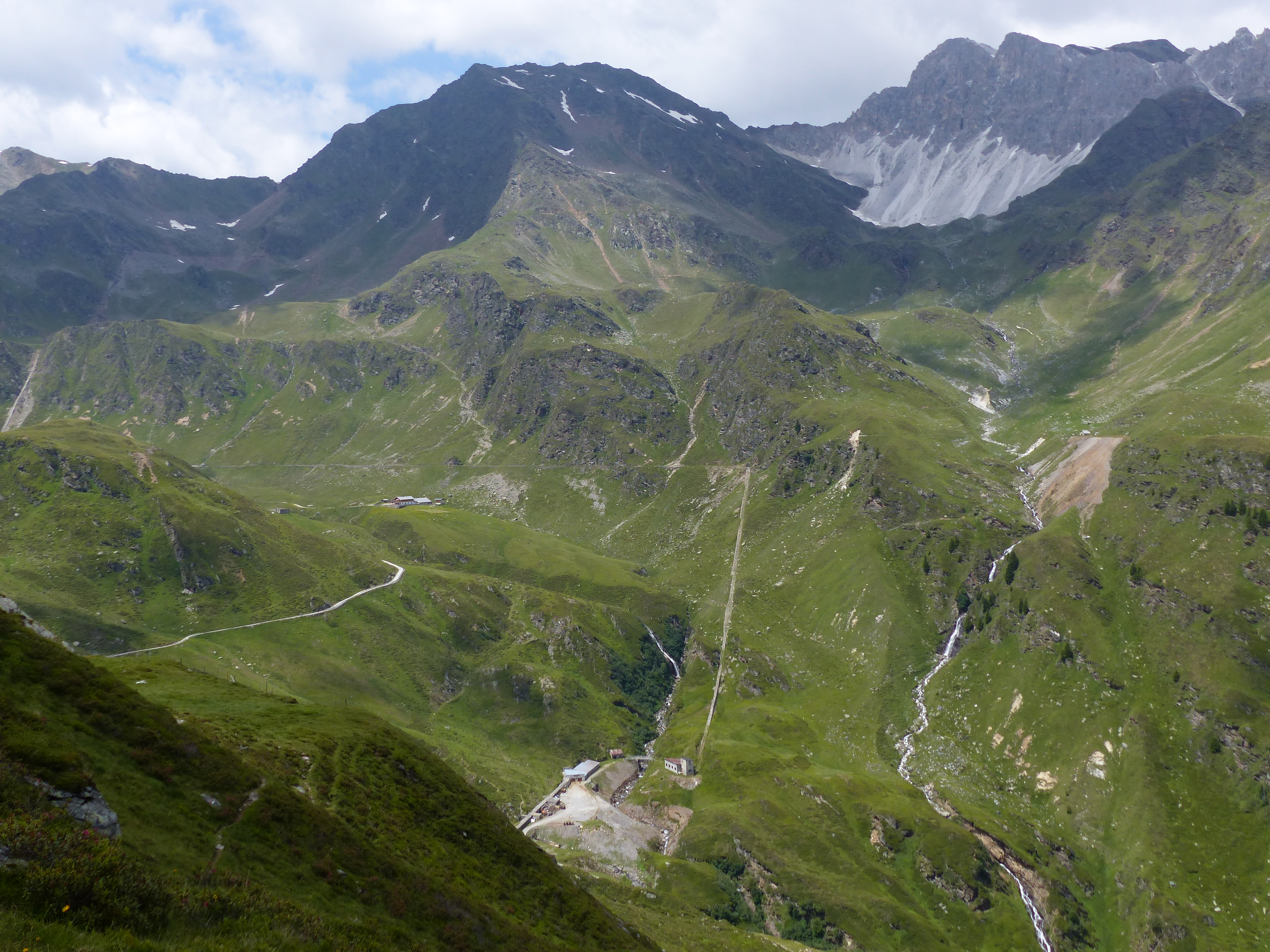
Lazzacher Tal: Lazzacher Bremsberg, Kastenbremsweg und Poschhausstollen (annotiert)

Kurz darauf wurde der Schneeberg der k.k. Berg- und Hüttenverwaltung unterstellt, worauf wieder in den Betrieb investiert wurde. Ein Gutachten bestätigte dem Schneeberg, „eines der großartigsten Erzlager Europas“ zu sein. Nun konzentrierte sich der Abbau auf Zinkblende. In der Folge wurde ab 1871 die damals größte Übertage-Förderanlage auf Schienen errichtet, die von den tiefsten Gruben in Seemoos am Schneeberg über zwei Wassertonnenaufzüge, durch den Kaindlstollen, über sechs Bremsberge und Pferdebahnen im Lazzacher- und Ridnauntal nach Sterzing an die gerade neu gebaute Brennerbahn führte:
|                                                          | Höhe (Anfang) | Höhe (Ende) | Länge (m) |
| -------------------------------------------------------- | ------------- | ----------- | --------- |
| Seemoos-Wassertonnen-Aufzug                              | 2187          | 2367        | 405       |
| Verbindung zum 14-Nothelfer Aufzug                       | 2367          | 2364        | 676       |
| 14-Nothelfer-Wassertonnenaufzug                          | 2354          | 2525        | 334       |
| Verbindung zum Lazzacher Bremsberg (durch Kaindlstollen) | 2525          | 2459        | 1349      |
| Lazzacher Bremsberg                                      | 2469          | 2167        | 711       |
| Obere Pferdebahnstrecke                                  | 2167          | 2160        | 972       |
| Kastenbremsberg                                          | 2160          | 1937        | 525       |
| Mittlere Pferdebahnstrecke                               | 1987          | 1957        | 2486      |
| Kohlwandbremsweg                                         | 1967          | 1779        | 355       |
| Untere Pferdebahnstrecke                                 | 1779          | 1768        | 1548      |
| Kohlbodenbremsweg                                        | 1768          | 1579        | 438       |
| Zulauf zum Maierner Bremsberg                            | 1579          | 1564        | 250       |
| Maierner Bremsberg                                       | 1554          | 1410        | 258       |
| Obere Erzstraße nach Mareit                              | 1410          | 1309        | 8950      |
| Mareiter Bremsberg                                       | 1309          | 1062        | 435       |
| Untere Erzstraße nach Sterzing                           | 1062          | 962         | 6755      |

Nach dem Ersten Weltkrieg fiel Südtirol und damit auch das staatliche Bergwerk 1919 an Italien und wurde in der Folge an verschiedene Firmen verpachtet. 1926 wurde die Materialseilbahn nach Maiern gebaut, die zunächst von St. Martin über das Kaindljoch an eine Zwischenstation beim Poschhaus führte und die bisherige Förderanlage ersetzte. Im Betrieb blieb nur der Seemoos-Wassertonnen-Aufzug, und zwar bis 1967.
Zwischen 1931 und 1937 ruhte der Betrieb wegen der Weltwirtschaftskrise. Während des Zweiten Weltkrieges herrschte trotz Befreiung der Knappen von der Wehrpflicht Arbeitermangel. Am 29. Juni 1944 wurde die Sachsenerz Bergwerksgesellschaft mbH mit der kommissarischen Leitung der Grube betraut. Nach Kriegsende normalisierte sich der Arbeitsablauf wieder.

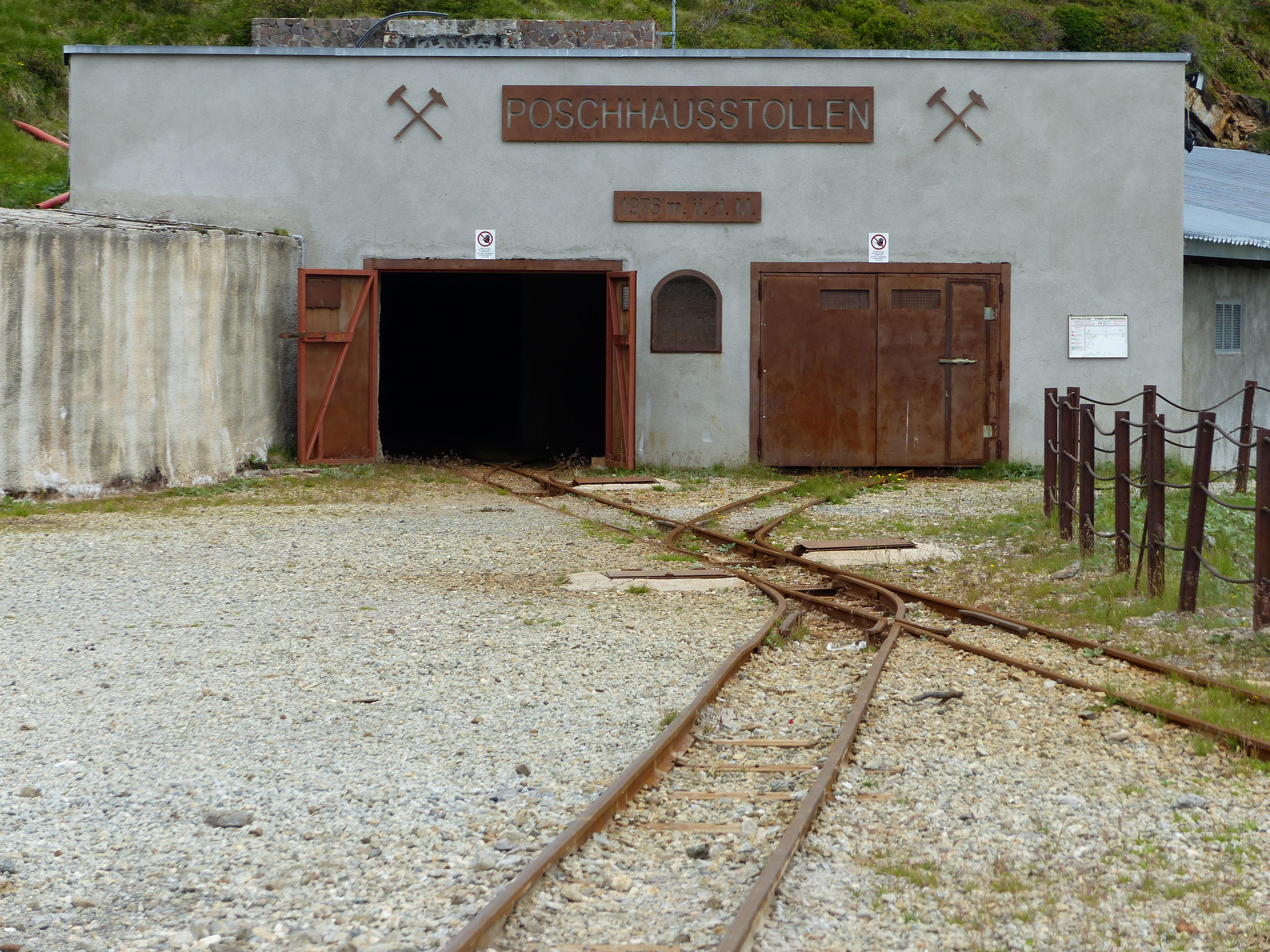
Eingang zum Poschhausstollen

Nach Fertigstellung des Poschhausstollens im Jahr 1967, der fortan zum Transport des Erzes nach Maiern genutzt wurde, und nach dem Brand der großen Arbeiterkaue in St. Martin im gleichen Jahr wurde die ständige Siedlung am Berg nach Jahrhunderten endgültig verlassen, zumal die Arbeiter mit einer neu gebauten Seilbahn von ihren Quartieren in Maiern zu ihren Arbeitsplätzen befördert werden konnten. Zugleich wurden die oberen Teile der Materialseilbahn über das Kaindljoch demontiert. 1979 wurde der Betrieb vorläufig eingestellt und nach weiteren Sondierungen das Bergwerk 1985 endgültig geschlossen. Die letzte Betreiberfirma begann, Installationen am Schneeberg zu demontieren bzw. abzubrechen.
Ab 1986 plante die Südtiroler Landesregierung ein Bergbaumuseum, das nach Abschluss der Bau- und Sicherungsarbeiten sowie der Fertigstellung eines Schaustollens 1993 eröffnet wurde.
Der Antrag eines kanadischen Unternehmens auf Schürfrechte 1997 wurde abgelehnt.

## Tourismus
Schon zu Zeiten des Bergwerkes bot auf dem Schneeberg ein Gasthaus Unterkunft und Verpflegung. Heute befindet sich im ehemaligen Herrenhaus (Grubenverwaltung aus der k.u.k.-Zeit) mit der Schneeberghütte eine alpine Schutzhütte. Das Gebiet ist u. a. mit montanhistorischen Lehrpfaden touristisch erschlossen und kann als Ausgangspunkt für Touren in die umliegenden Berge genutzt werden. Im Gebiet des Lazzacher Tales und im ehemaligen Abbaugebiet wurden Lehrpfade angelegt. Es werden verschiedene geführte Touren durch das Areal angeboten.
In der ehemaligen Aufbereitungsanlage ist heute eine umfassende Ausstellung zum Bergbau in Südtirol untergebracht. Dort wird der Bergbau am Schneeberg und die Aufbereitung des gebrochenen Erzes in Maiern ausführlich geschildert.